# Crossville (Alabama)
Crossville ist ein Ort im DeKalb County, Alabama, USA. Die Gesamtfläche von Crossville beträgt 15,6 km². 2020 hatte Crossville 1830 Einwohner.

## Demographie
Nach der Volkszählung aus dem Jahr 2000 hatte Crossville 1431 Einwohner, die sich auf 539 Haushalte und 365 Familien verteilten. Die Bevölkerungsdichte betrug somit 91,8 Einwohner/km², 97,69 % der Bevölkerung waren weiß, 0,07 % afroamerikanisch. In 33,4 % der Haushalte lebten Kinder unter 18 Jahren. Das Durchschnittseinkommen betrug 31.294 Dollar pro Haushalt, wobei 15,2 % der Bevölkerung unterhalb der Armutsgrenze lebten.